# Иерархическая модель сети
Иерархическая модель сети (англ. Hierarchical internetworking model) — трёхуровневая модель организации сети компании, впервые предложенная инженерами Cisco Systems. Подразделяет сеть компании на три уровня иерархии: ядро сети (англ. core layer), уровень распределения (англ. distribution layer), уровень доступа (англ. access layer).

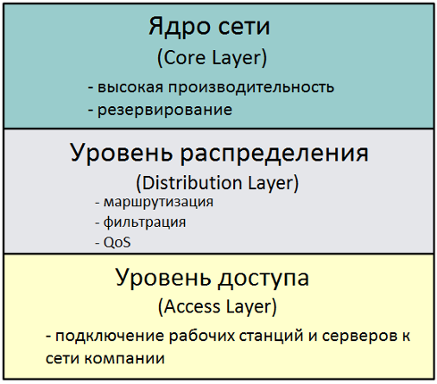
Hierarchical Internetworking Model

## Уровень доступа
Служит для подключения рабочих станций и серверов к сети компании. В большинстве случаев уровень доступа представлен в сети коммутаторами второго уровня (в редких случаях, третьего). Как правило, для организации этого самого простого уровня иерархической модели устанавливаются оптимальные по цене устройства, не требующие сложной конфигурации. Основная задача таких устройств — предоставление доступа рабочим станциям и серверам к следующему уровню иерархии (распределение).

## Уровень распределения
Уровень рабочей группы, расположен между базовым уровнем и уровнем доступа . Здесь решаются задачи агрегации широковещательных доменов и доменов маршрутизации, фильтрации и настройки QoS, агрегации больших проводных сетей в коммуникационном шкафу, обеспечение высокого уровня доступности ядра для конечных пользователей. Маршрутизаторы, использующиеся на уровне распределения также могут брать на себя функции обеспечения доступа в Интернет для подразделений компании.

## Ядро сети
Ядро представляет собой комплекс сетевых устройств (маршрутизаторов и коммутаторов), обеспечивающих резервирование каналов и высокоскоростную передачу данных между различными сегментами уровня распределения.